# Torre del Negret
La torre del Negret es una construcción situada a unos 2 km de Benejama (provincia de Alicante, España), a la derecha de la carretera CV-81 en dirección a Bañeres. Forma parte de un edificio situado en la partida de «La Torre».
Al tratarse de una propiedad privada, no es visitable. La torre es de época almohade y se encuentra en un estado aceptable de conservación. Sin embargo, su aspecto externo está muy desfigurado porque ha sido encalada a lo largo de muchos años y la cubierta es hoy día a dos aguas. Es una pieza prismática de unos 10 m de lado, dimensiones parecidas a las de la Torre de Benejama, aunque su altura, posiblemente recortada respecto a la original, es superior.
En 1985 se declaró Bien de Interés Cultural con categoría de  Monumento.